# تايلور كوران
تايلور كوران هو لاعب هوكي الحقل كندي، ولد في 19 مايو 1992 في فانكوفر في كندا.

## وصلات خارجية
- تايلور كوران على موقع الاتحاد الدولي للهوكي (الإنجليزية)
- تايلور كوران على موقع اللجنة الأولمبية الدولية (الإنجليزية)
- تايلور كوران على موقع أوليمبيديا (الإنجليزية)
- تايلور كوران على موقع اللجنة الأولمبية الكندية (الإنجليزية)
- تايلور كوران على موقع اتحاد ألعاب الكومنولث (مؤرشف) (الإنجليزية)